# Saigona latifasciata
Saigona latifasciata är en insektsart som beskrevs av Liang och Song 2006. Saigona latifasciata ingår i släktet Saigona och familjen Dictyopharidae. Inga underarter finns listade i Catalogue of Life.